# 海灘98街車站
海灘98街車站（英語：Beach 98th Street station），有時被稱作「海灘98街-樂園車站」（英語：Beach 98th Street–Playland station），是紐約地鐵IND洛克威線的一個地鐵站。設有A線（僅繁忙時段尖峰方向停站）和洛克威公園接駁線（任何時候停站）列車服務。

## 歷史
車站原先在1903年4月由長島鐵路興建，位於洛克威海灘支線的「競步車站」（Steeplechase），同時也是海洋電氣鐵路的停靠站。1933年5月15日因鄰近洛克威樂園而改名為「樂園車站」（Playland），但該樂園在1985年關閉。該公園除此站站名以外再無任何痕跡。1942年，車站以高架車站取代，並在1955年10月3日短暫停運，同時被紐約市公共運輸局購入，1956年6月28日以地鐵站重新營運。

## 車站結構
| 月台層 | 側式月台 | 側式月台                                                                              |
| 月台層 | 南行     | ← 往洛克威公園-海灘116街 (海灘105街) ← 黃昏繁忙時段往洛克威公園-海灘116街 (海灘105街) |
| 月台層 | 北行     | → 往寬水道 (海灘90街) → → 早上繁忙時段往英伍德-207街 (海灘90街) →                     |
| 月台層 | 側式月台 |                                                                                       |
| 夾層   | 夾層     | 閘機、車站詢問處、Metrocard自動售票機                                                 |
| Ground | 街道層   | 出入口                                                                                |

此站建於混凝土高架橋上，設有兩個側式月台和兩條軌道。此站安裝了新的照明。上蓋、夾層和側牆與海灘90街類似。

## 外部連結
- nycsubway.org—IND Rockaway: Beach 98th Street/Playland
- Station Reporter — Rockaway Park Shuttle
- Steeplechase Station (Arrt's Arrchives) （页面存档备份，存于）
- The Subway Nut — Beach 98th Street – Playland Pictures （页面存档备份，存于）
- Beach 98th Street entrance from Google Maps Street View